# 熱く語れ!
『熱く語れ!』（原題：Let the Music Do the Talking）は、アメリカ合衆国のミュージシャン、ジョー・ペリーが1980年にジョー・ペリー・プロジェクト名義で発表した、ソロ・プロジェクトとしては初のスタジオ・アルバム。

## 背景
ペリーは1979年、アルバム『ナイト・イン・ザ・ラッツ』の制作途中でエアロスミスを脱退し、ジョー・ペリー・プロジェクトを結成した。ジョー・ペリー・プロジェクトの後のアルバムでは、ペリーがリード・ボーカルを取っている曲は少ないが、本作ではペリーとラルフ・モーマンが半々ほどの割合でリード・ボーカルを分け合っている。ペリーは本作のレコーディングで、主にフェンダー・ストラトキャスターを使用したが、「熱く語れ!」ではトラヴィス・ビーン・ギター、「ザ・ミスト・イズ・ライジング」ではB.C.リッチの10弦ギター「ビッチ」を弾いた。
ペリーは1984年にエアロスミスに復帰しており、1985年のアルバム『ダン・ウィズ・ミラーズ』には、本作のタイトル曲の再録音（スティーヴン・タイラーが歌詞やメロディに手を加えている）が収録された。

## 反響・評価
アメリカでは1980年5月24日付のBillboard 200で47位に達した。Greg Pratoはオールミュージックにおいて5点満点中4点を付け「初期エアロスミスの、向こう見ずで低俗な魅力を思い起こさせる」「本当に優れた、そして過小評価されたレコード」と評している。

## 収録曲
特記なき楽曲はジョー・ペリー作。5.はインストゥルメンタル。
1. 熱く語れ! - "Let the Music Do the Talking" - 4:43
2. コンフリクト・オブ・インタレスト - "Conflict of Interest" - 4:43
3. ディスカウント・ドッグズ - "Discount Dogs" (Joe Perry, Ralph Morman) - 3:42
4. シューティング・スター - "Shooting Star" - 3:39
5. ブレイク・ソング - "Break Song" (J. Perry, David Hull, Ronnie Stewart) - 2:06
6. ロッキン・トレイン - "Rockin' Train" (J. Perry, R. Morman) - 6:02
7. ザ・ミスト・イズ・ライジング - "The Mist Is Rising" - 6:30
8. レディ・オン・ザ・ファイアリング・ライン - "Ready on the Firing Line" - 3:54
9. ライフ・アット・ア・グランス - "Life at a Glance" - 2:42

## 参加ミュージシャン
- ジョー・ペリー - リード・ボーカル(on #2, #4, #7, #9)、ギター、シンセベース、パーカッション
- ラルフ・モーマン - リード・ボーカル(on #1, #2, #3, #6, #8, #9)
- デヴィッド・ハル - ベース、シンセベース、バックグラウンド・ボーカル
- ロニー・スチュワート - ドラムス

アディショナル・ミュージシャン
- ジャック・ダグラス、ロッキー・ドナヒュー - パーカッション